# チベットでの文化的ジェノサイド
チベットでの文化的ジェノサイド（チベットでのぶんかてきジェノサイド）という言葉は、少なくとも1980年代からチベットの状況に関して使用されてきた。この用語がチベットの文脈で初めて記録された例は、フランスの刑事弁護士で元司法大臣（1981–1986）のロベール・バダンテールによる発言である。彼はダライ・ラマと共にフランスのテレビ番組『アポストロフ』に出演した際にこの発言を行った。

## 先住民に関する文脈での文化的ジェノサイド
「文化的ジェノサイド」という用語は、20世紀半ば以降、学術、法務、人権の分野で議論されてきた。先住民に関する文脈では、1990年代の先住民族の権利に関する国際連合宣言起草時に注目を集めた。1994年の第7条の草案では、文化的ジェノサイドに明示的に言及し、先住民コミュニティからその完全性、アイデンティティ、伝統的慣習を奪うことを目的とした行為を説明している。これには、強制的な同化、土地の剥奪、言語や宗教の抑圧などが含まれる。
しかし、最終的には「文化的ジェノサイド」という用語は、範囲や法的影響に関する加盟国間の意見の相違により、2007年に国連で採択された宣言の最終版からは削除された。最終宣言では、先住民が自らの文化、言語、伝統を維持する権利を確認しているが、用語自体は避けられており、その法的定義や適用に関する継続的な論争を反映している。
擁護団体や一部の学者は、チベットの状況と宣言の初期草案で述べられた文化的抑圧の形態との類似性を指摘している。彼らは、チベットにおける言語使用、宗教実践、土地権に関わる政策が、広義の文化的抑圧の理解に該当する可能性があると主張する。これらの懸念は、国際人権規約、例えば市民的及び政治的権利に関する国際規約 (ICCPR) や経済的、社会的及び文化的権利に関する国際規約 (ICESCR) の文脈でしばしば言及されており、これらの条約は少数者および先住民の権利を確認している。

### その他の国連条約
- チベットの人々と文化を擁護する個人は、中国のチベット政策が複数の国連条約に違反していると主張してきた。その条約には以下が含まれる：
- 市民的及び政治的権利に関する国際規約 (ICCPR); 第1条、第12条、第13条、第18条、第19条、第27条
- 経済的、社会的及び文化的権利に関する国際規約 (ICESCR); 第6条、第11条、第13条、第15条
- 先住民族の権利に関する国連宣言（中国は2007年に賛成票を投じた）
- 民族的または種族的、宗教的および言語的少数者に属する者の権利に関する宣言（英語版）（1992年採択）
- 中国は、国連特別報告者によるチベットの人々の言語権尊重の要請を一貫して退けている[3][4]

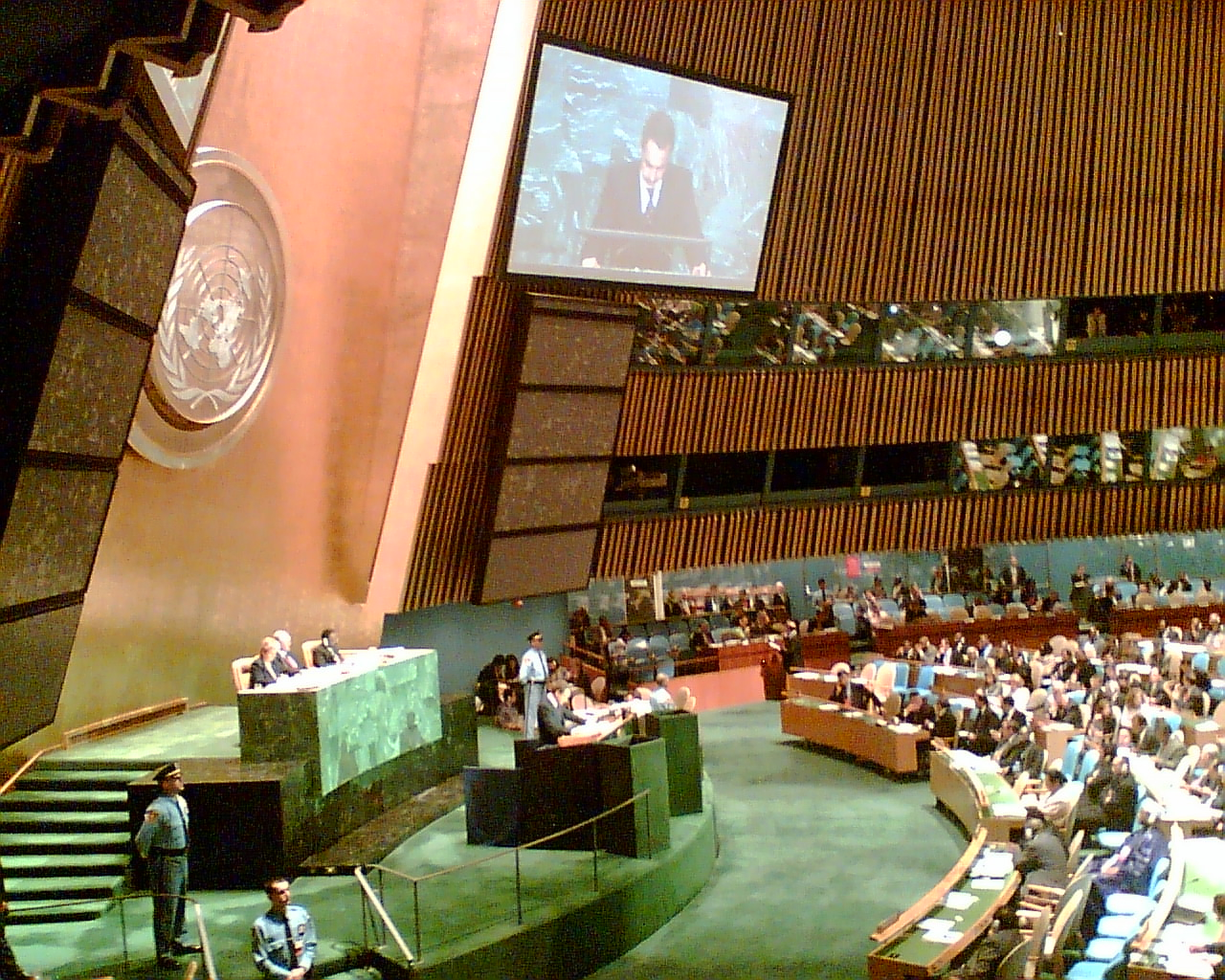
国連総会

これらの違反行為は、人種差別撤廃委員会、児童の権利委員会、および国連人権理事会の各種特別メカニズムなど、国連機関から繰り返し非難されている。

## チベット文化の組織的抑圧

### 宗教への攻撃

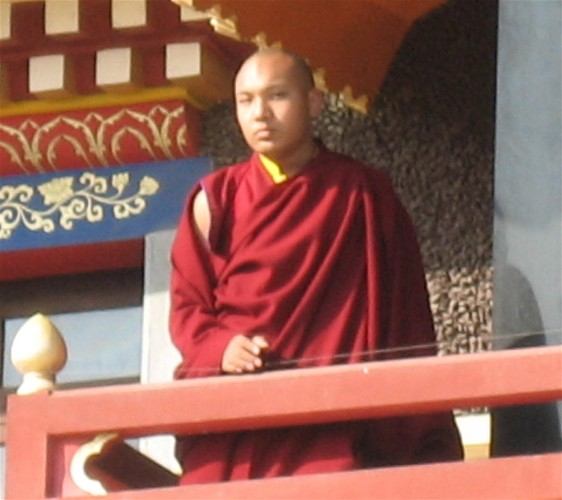
カルマパ17世（ウゲン・ティンレー・ドルジェ）

中国によるチベット宗教への攻撃は1950年代に始まり、寺院、僧院、宗教的遺物が広範に破壊された。1980年代以降、一部は再建されたものの、チベットの文化遺産や宗教の系譜の多くは失われ、代替が不可能である。その結果、仏教の機関や学問は、世代を超えた法の伝承の途絶や系譜保持者の不在により大きな打撃を受けた。2002年に国際チベットキャンペーンが行ったカルマパ17世へのインタビューで、彼は以下のように説明している。
"私は歴史的かつ宗教的な責任を継承しており、それを守るのが私の義務です。したがって、若い僧として、私は自らの系譜の高僧から教えを受ける必要があります。具体的には、密教の授戒、経典の口伝、瞑想技法の解説を受けることです…私は長年、チベット国外に住む師匠を招くための招待を試みました。しかしそれは叶わず、宗教教育が途絶えたため、チベットを離れることになりました。"

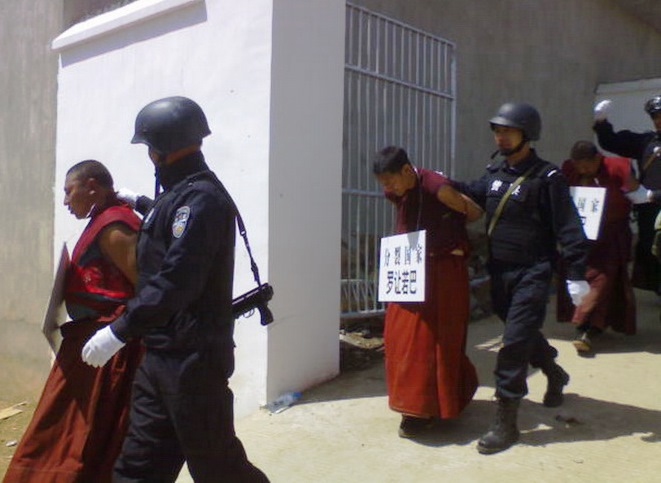
逮捕・投獄されるチベット僧

中国政府は厳しい規制を通じてチベット仏教を弱体化させ、宗教的実践を抑制し、愛国教育を強制し、内部対立を操作している。その手法には、レトリックによる攻撃、公的屈辱、拘留、投獄、拷問、集団的処罰、さらには宗教指導者や信徒の殺害も含まれる。
1987年、中国とチベットでの改革と同時期にラサで抗議活動の波が発生した。この年、デモは当初平和的に始まったが、当局が先導した僧侶を暴力的に攻撃したため、急速にエスカレートした。1988年と1989年には、より大規模で長期にわたる抗議がラサで発生し、いずれも厳しい弾圧に直面した。1988年3月5日には、警察がジョカン寺院内の僧侶のグループに対して残虐な襲撃を行い、数名を殴り殺し、他を逮捕した。拘留中の拷問報告には、繰り返しの暴行、電気ショック、縄吊り、極寒への曝露、睡眠剥奪、犬による攻撃が含まれ、すべて執拗な尋問と政治的教化と共に行われた。抗議で逮捕されたチベット仏教尼僧は、最も極端な暴力を受けた。

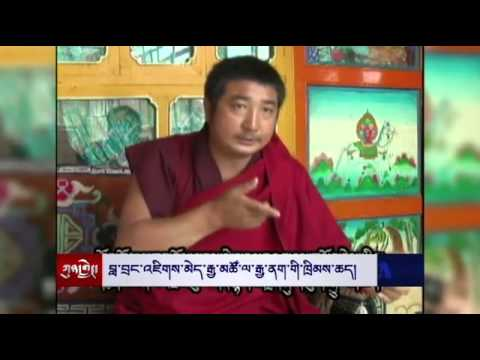
ラプラン・ジクメ

2008年3月、ラプラン寺の僧ラプラン・ジクメは治安部隊に拉致され、拘留中6か月間にわたり心理的拷問を受けた。彼はビデオで次のように語った。
"若い兵士が自動小銃を私に向け、中国語でこう言いました。『これはお前を殺すためのものだ、Ahlos [一部の中国人がチベット人に対して用いる蔑称]。お前が一歩でも動けば、この銃で必ず撃ち殺す。遺体はゴミ箱に捨てられ、誰も知ることはない。』 これは、強大な民族が小さな民族を虐げ抑圧する場合であり、大国が小国を殺すために武器を作るということです。下層でこのようなことが行われているなら、上層ではもっと酷いことが行われているのは言うまでもありません。チベット人を弾圧・殺害する方法、そして銃を向けながらこのような言葉を発する姿に、私は衝撃を受けました。チベット人は殺され、遺体はゴミ箱に捨てられても誰も知らないと告げられる—私たちは犬や豚以下の扱いを受けています。他人の犬や豚が殺されれば誰かが主張するでしょう。それなら、なぜチベット人は死後に主張されないのか。私たちは死後でさえ同胞の遺体を主張してはいけないと命じられました。その時、私は人種的平等は存在しないと悟ったのです。"

### 土地・領土・資源の収奪

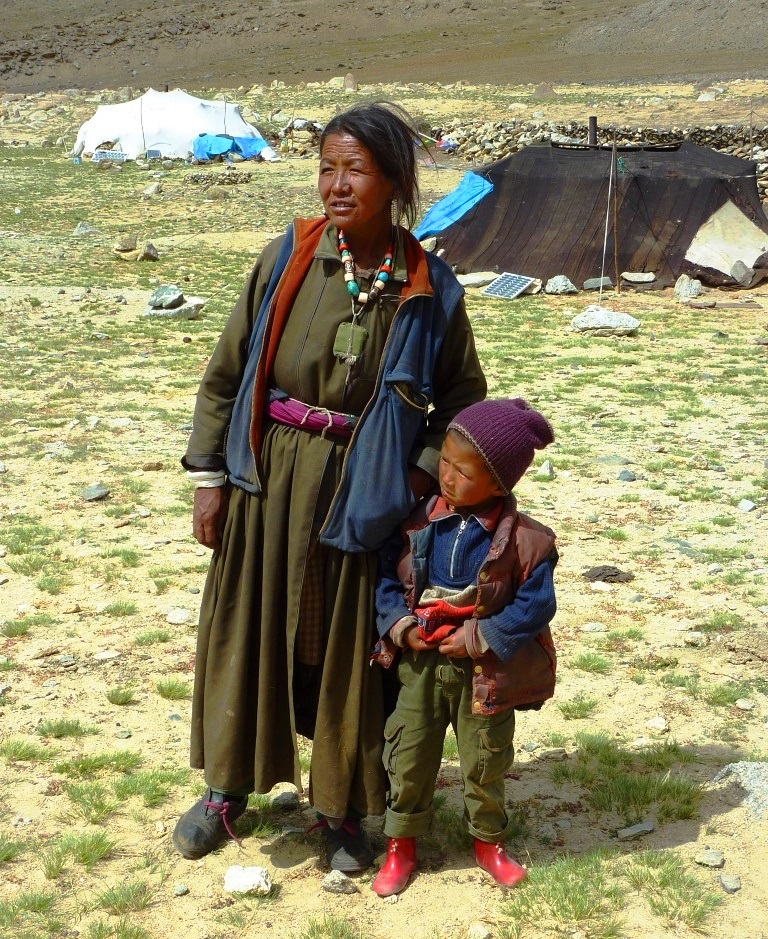
チベット遊牧民の母子

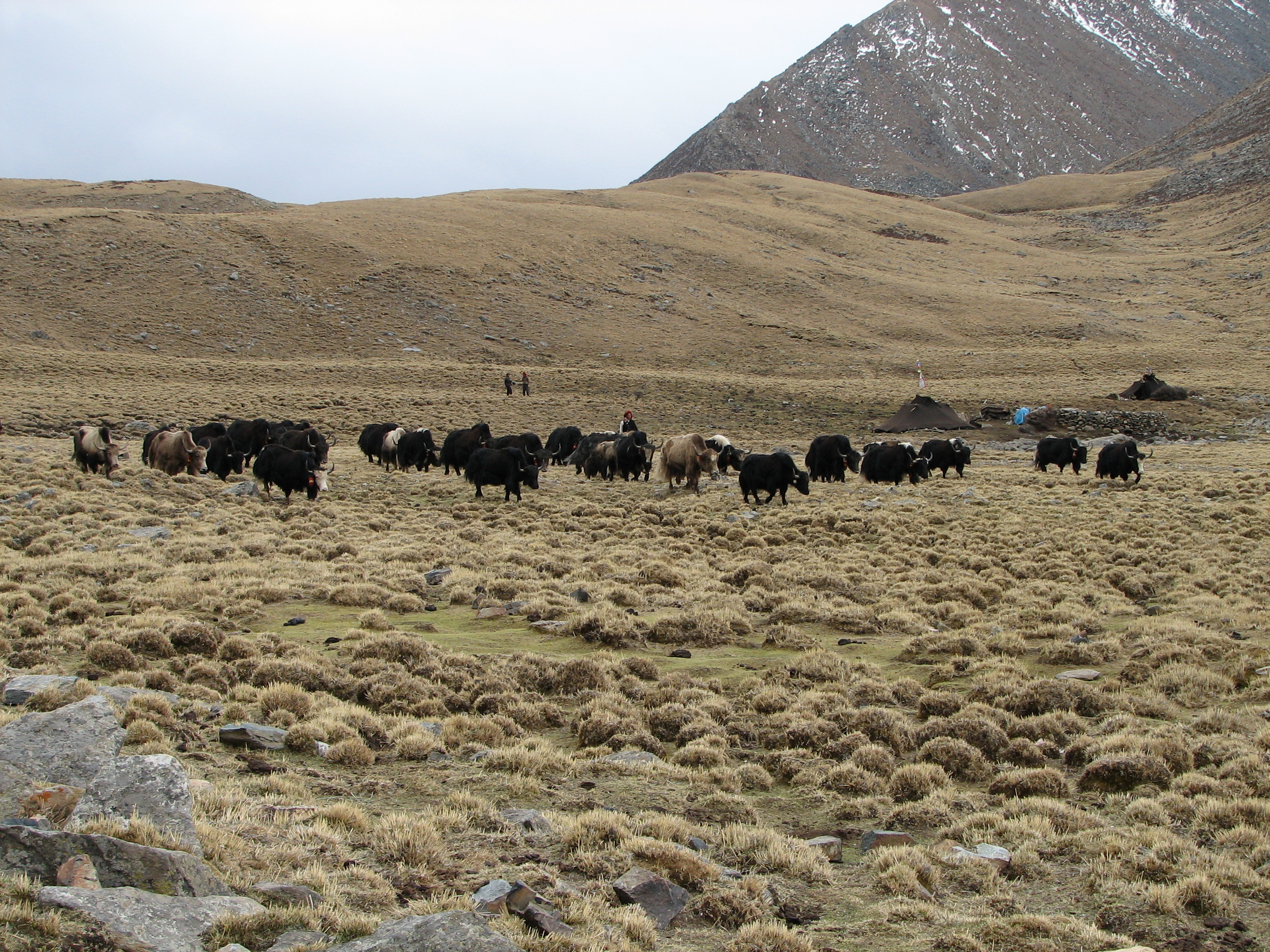
チベット高原の遊牧生活

中国の政策は、チベットの牧畜民を対象に、強制定住、環境規制、経済開発戦略を通じて、彼らを土地や伝統的生業から追い出してきた。これらの措置は、非チベット人の大量移入や資源開発への依存と相まって、チベット人を自地域内で文化的・人口的少数派に追いやった。また、これらの政策はチベットの生態系に深刻な影響を与え、アジア全体に広がる生態学的影響も生じている。経済的利益は主に非チベット人に流れる一方で、チベット人は文化的・環境的に大きな損失を被った。定住政策はチベット遊牧民と動物・環境との深い結びつきを断ち、世代を超えた家畜・草地管理の知識を時代遅れにしてしまった。
2007年のヒューマン・ライツ・ウォッチの報告書では、チベットにおける遊牧民の恒久定住政策が、チベット高原で行われてきた生活様式に及ぼす影響が強調されている。2004年、あるチベット人は状況を次のように語った。
"私たちは自分たちの地域に住むことを許されず、チベットの（牧畜）共同体が破壊され、生業を完全に失ってしまっています。そのため、この世界で生き抜くことが難しくなっています。私たちは世代を超えて牧畜を続けてきました。中国は私たちに職業を続けさせず、中国が建設した町に住むことを強制しています。その結果、家畜を持つこともできず、他の仕事もできなくなるのです。"

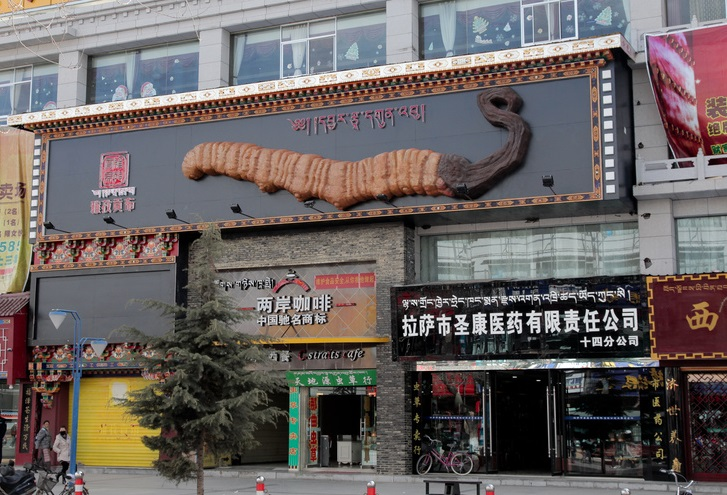
ラサ中心部の冬虫夏草販売店

仕事の選択肢が限られているため、多くの遊牧民は、冬虫夏草（中国伝統医学で高値で取引される高価な素材）の採集・販売に頼るようになった。その希少性と生計依存度の増加により、販売を巡る暴力的、致命的な衝突も発生している。2007年7月のある事件では、8人が銃撃で死亡、50人が負傷したと報告されている。

### チベットの知的・非宗教文化生活への攻撃
中国の党国家は、チベット人の知的および非宗教的文化生活を弱体化させる一連の政策を実施してきた。これには、チベット地域内での商業、教育、行政におけるチベット語の使用や発展を妨げることで言語権を制限すること、主言語として中国語を課し、国家の利益に沿った教育カリキュラムを強制すること、チベットの子どもたちに文化的発展や表現の機会を与えないことが含まれる。党国家によるチベット文化の認識は、商業的または政治的利益に大きく依存している。

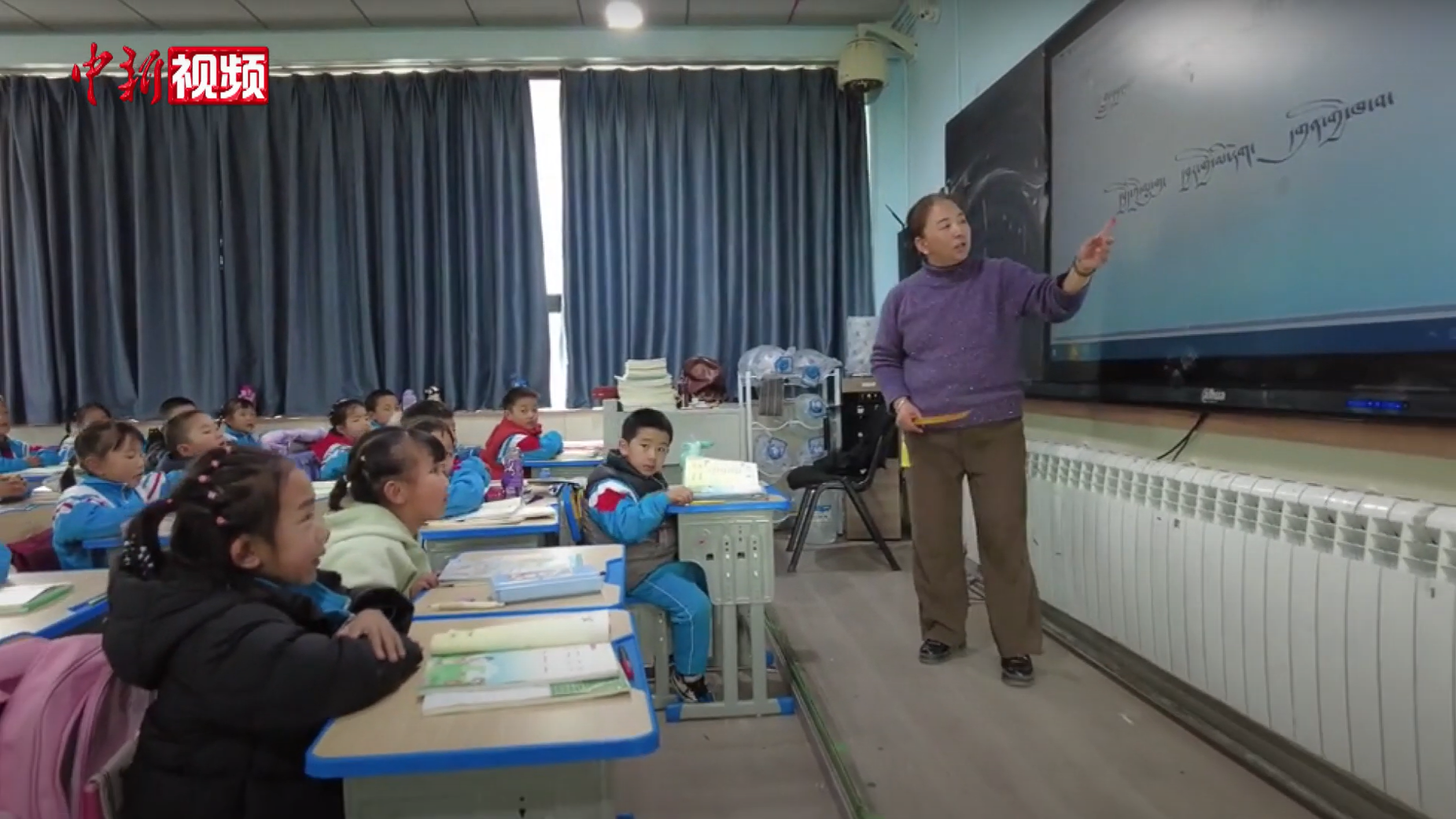
チベット語を教える教師

公盟報告（The Gongmeng report）は、チベット語の重要性を強調し、チベットでの不満の大きな要因であると指摘している。
"言語は民族文化を伝える上で極めて重要であり、現状を憂慮するチベット語教育の専門家は多い。民族研究の学者マ・ロン教授はこう述べている。『民族の歴史の正式な記録、英雄譚の叙事詩、天文学、数学、医学、建築、文学、農学などの知識と文化はすべてその民族の文字で記録されている。それはその民族の伝統と文化の触媒となり、エリートや大衆の歴史・文化への深い感情を伝え、表現する。言語は民族文化の象徴となる……』"
国際法律家委員会は、1997年のチベット報告書で次のように記している。
"チベットの子どもたちに、自文化のアイデンティティ、言語、価値への尊重を植え付けるのではなく、[人種差別撤廃条約]に基づく教育は、チベットの子どもたちをイデオロギー的に教化し、自文化、宗教、言語が優勢な中国文化・価値に比べて劣っていると感じさせるものである。"
チベット人は、公式の処罰と社会的排斥の両方に直面しており、中国メディアにおける肯定的な描写でさえ恩着せがましく、「解放されたことに感謝すべき少数民族」として描かれる傾向がある。焼身抗議に対しては、中国当局はレトリックをエスカレートさせ、焼身者を「テロリスト」や精神疾患者と呼び、さらにはダライ・ラマの政策をナチスに例えることさえある。
中国メディアにおけるチベット人に対する否定的なステレオタイプは広く蔓延しており、ほとんど挑戦されることなく、チベット人とその文化的志向に対する公的な敵意を形成してきた。大多数の中国市民は、チベットの歴史や中国との関係について選択的で歪められた情報しか受け取らないため、チベット人が自らのアイデンティティを守ろうとする努力に対する共感に欠けることが多い。中国国内で党国家によって積極的に育まれたナショナリズムは、正統性の柱として機能しており、中国のチベット政策に対するいかなる批判に対しても敏感さをさらに強めている。

## 抗議に対する国家の弾圧

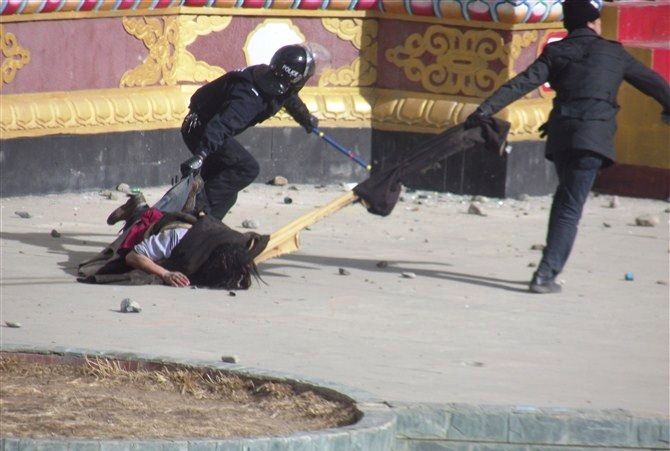
チベット人に対する過激な暴力

2008年3月10日のラサおよび周辺地域での抗議の翌年、チベット高原全域で200件以上のデモが発生した。公式の中国政府発表によれば、1,200人以上のチベット人が拘束され、その多くが拘留中に深刻な虐待を受け、一部は依然として行方不明である。多数の非武装の抗議者が銃撃で死亡し、その他の者は拷問により獄中で命を落としたり、弾圧の余波で自ら命を絶った。以来、中国政府はチベット仏教の統制を最優先課題として取り組みを強化してきた。多くのデモが僧侶や尼僧によって主導されたり、寺院で行われたりしたため、当局は愛国教育キャンペーンを強化し、多数の僧侶を拘束・追放し、場合によっては武力を用いて異議を抑圧した。中国の国営メディアは、これらの出来事をラサでの「暴動」とのみ描写し続けているが、そもそもこれらの抗議は平和的なものであった。結果として、チベット全域に数千人の治安部隊が配備され、寺院を包囲し、多くの町では事実上の戒厳令が敷かれた。チベット高原はほぼ完全に封鎖され、外国メディアや外交訪問は管理された範囲内でしか許可されなかった。当局は、いわゆる「問題児」を寺院から排除する大規模な措置を実施し、「文化大革命を彷彿とさせる」と形容される体系的なチベット仏教への弾圧キャンペーンを展開した。

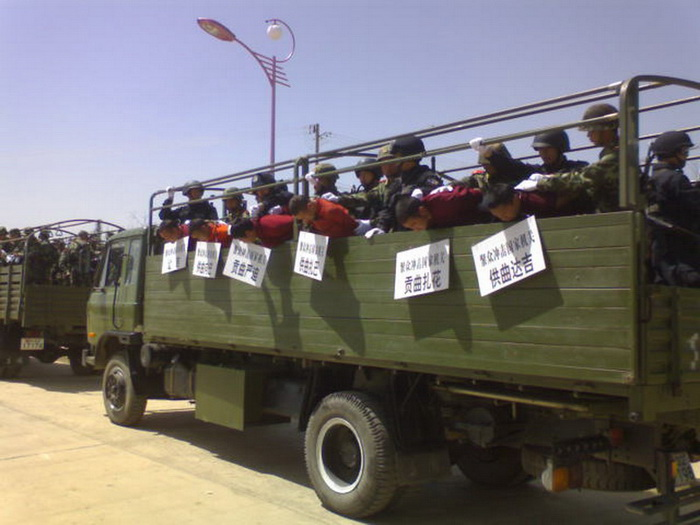
逮捕された僧侶と在家チベット人

チベット人作家Shogdungは、自著『The Division of Heaven and Earth』の中で、中国当局を「無垢な野生動物のようにチベット人を追い詰め、豚やヤク、羊のように屠殺場で殺され、豆の山のように散らされる」と非難し、チベットを「21世紀の恐怖の場所」と表現した。

## チベット知識人への攻撃
政府は、公式の物語と矛盾するチベット語出版物を検閲し、作家・芸術家・文化人を拘束・拷問し、チベット文化を非チベット人の利益のために重要性を低下させる形で商業化している。で活動する知識人、芸術家、作家に対する弾圧は長年続く慣行である。2004年、チベットの作家で詩人のツェリン・オーセルは、中国当局により著書『西蔵筆記』が禁止され、ラサに拠点を置く中国語雑誌『西蔵文学』での編集職を解雇され、勤務時間を政治再教育に充てるよう命じられた。また彼女のブログはハッキングされ閉鎖された。それ以降、現在北京に居住するオーセルは、短期拘留、自宅軟禁、移動制限、職の喪失、情報アクセスの制限、厳重な監視、検閲など、継続的な嫌がらせを受けている。
2010年の国際チベットキャンペーンの報告書（A Raging Storm: The Crackdown on Tibetan Writers and Artists after Tibet's Spring 2008 Protests）では、文学や芸術により制裁を受けた50名以上のチベット人が記録されている。例として以下の人物が挙げられる：
- Kunchok Tsephel - チベット文学のウェブサイト『Chodmey（Butter Lamp）』創設者。国家機密を暴露したとして15年の刑を受けた[25]。
- Dokru Tsultrim - 記事で「ダライ関連の動機」を支持したとして反逆罪で告発され、チベット語雑誌『Khawai Tsesok（雪の生命線）』が禁止された[26]。
- Jamyang Kyi（英語版） - 作家・歌手。2008年4月に一時拘束[27]。
- Dolma Kyab（英語版） - 『Restless Himalayas』の著者。ラサ近郊のチュシュル高警備刑務所に拘留されているとされる[28]。
- Kunga Tsayang - 作家、写真家、ブロガー。2009年の非公開裁判で5年の刑を受けた[29]。
- Tashi Rabten - 『Written in Blood』の著者で、『Shar Dungri（東の雪山）』編集者。2008年チベット抗議に関するエッセイ集で、4年の刑に服している[30]。

当局はまた、国際NGOで働くチベット人に対しても弾圧を加えている。これらの組織はチベット自治区内で厳しい制限を受け、チベット人職員は監視、尋問、脅迫、拘束にさらされる。以前チベット自治区で活動していたほぼすべての国際NGOは撤退を余儀なくされ、2008年の抗議後、この傾向は加速した。残留する組織は多くが漢民族スタッフを雇用し、政府の方針に沿った活動を行っている。青海、四川、甘粛、雲南のチベット地域でも、チベット人に焦点を当てた国際組織の弾圧が同様に行われている。これらの地域のチベット人NGO職員は、旅券取得の困難さが増しており、旅券を受け取るには職を辞するよう求められることもある。制限と圧力はさらに強化され続け、チベット人が外部と関わる能力は著しく制限されている。

## 経済的混乱
チベット人は、伝統的な土地と生活様式の支配権を失った後、補助金による経済成長を利用しようとチベットに流入する漢族入植者によって、地域経済で徐々に立場を奪われてきた。この行政・経済環境における人口構成の急激な変化は、チベット人が「新しい多数派」の文化的優位に適応することを強いられ、自身のアイデンティティや文化が犠牲になることが多い。

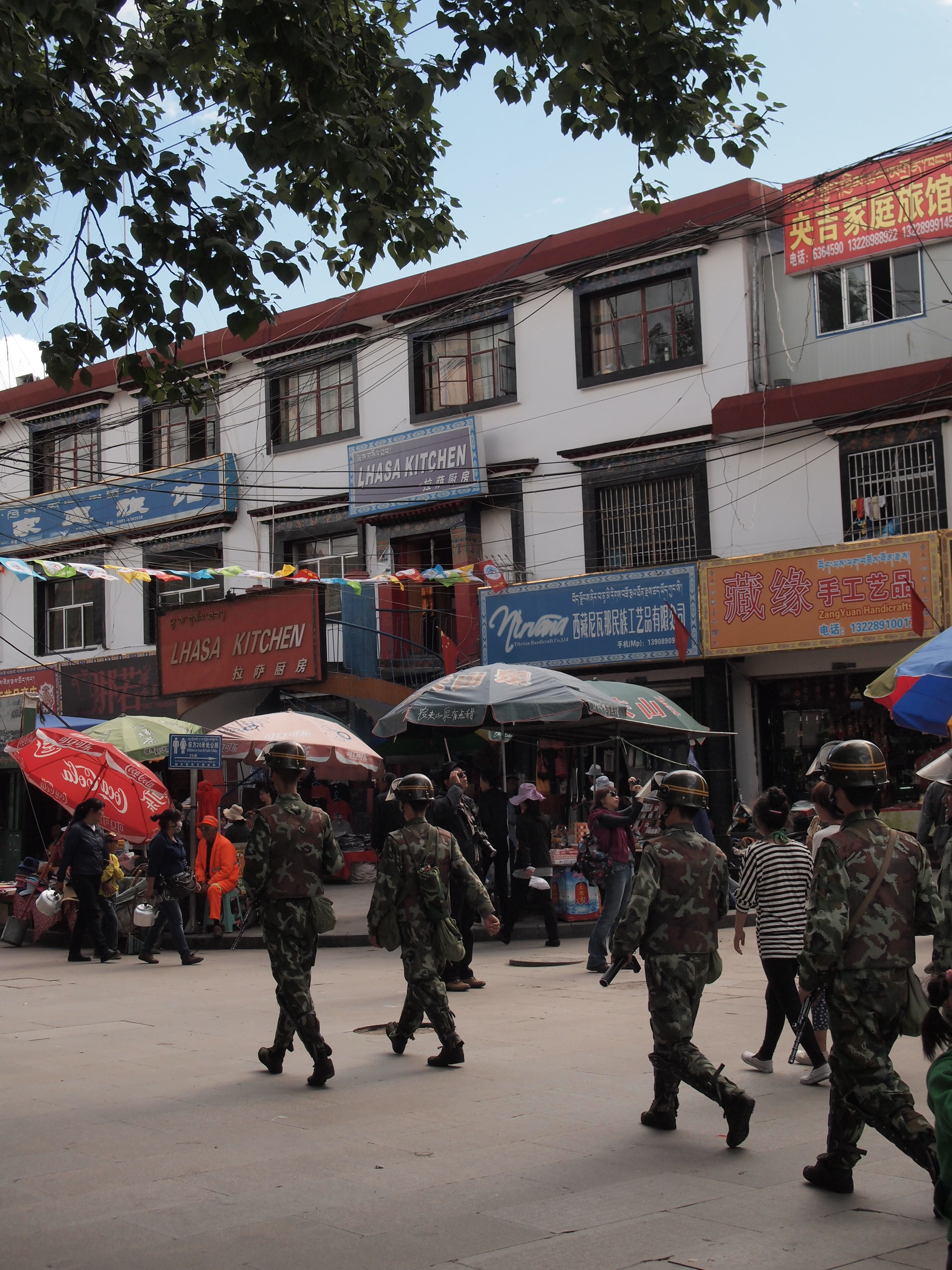
ラサのレストラン前、銃を持った兵士が通りを歩いている。

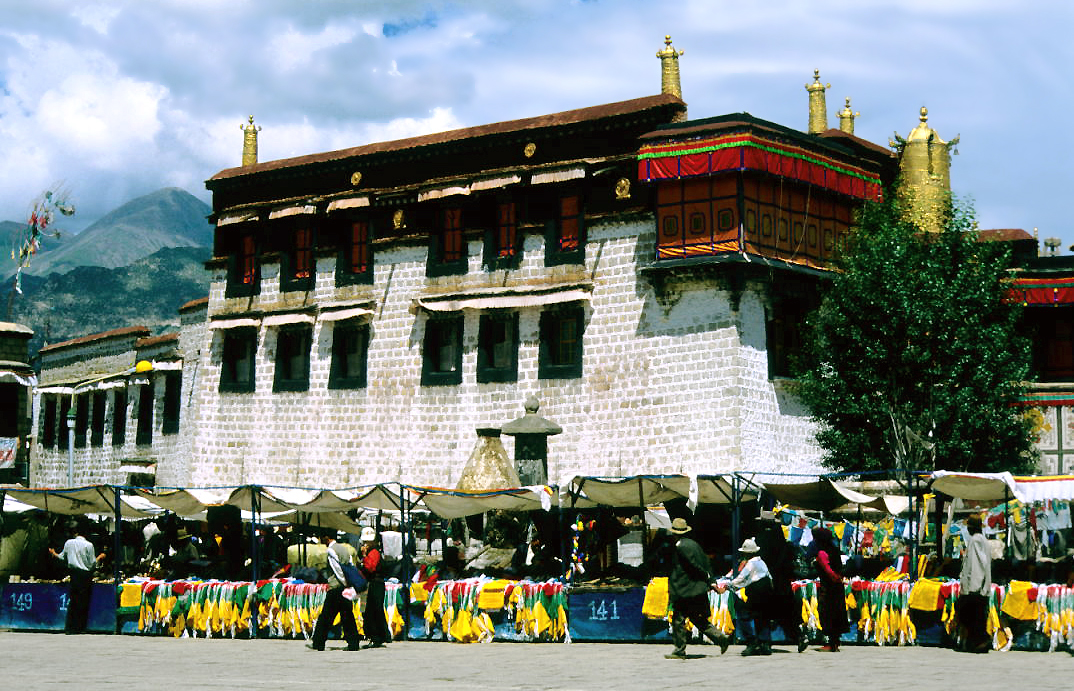
ジョカン寺、カタを販売する露店

より多くの資本や構造的経済利益へのアクセスを持つ漢族移民は、伝統的にチベット人が支配してきた分野にも参入できるようになった。アメリカ人ジャーナリストピーター・ヘスラーはエッセイ『ibet through Chinese Eyes』で次のように述べている：
"チベットでは、四川人が経済の大部分を自分たちのものにしている。私がラサ空港に到着した瞬間から明らかだった。入り口に隣接する16軒のレストランのうち13軒が四川料理を提供し、チベット料理は1軒だけだった。ラサの小規模ビジネスはほぼすべてこのパターンに従っており、どこへ行っても四川料理の店やショップを見かけた。地元の人々によれば、ラサの漢族の80％は四川出身だという…チベットで最も神聖な寺院ジョカン寺の前では、巡礼者が供物として使う儀式用スカーフカタを販売する露店が並んでいる。本来ならチベット人が働く仕事だろうが、すべての露店は四川人が経営していた…200人以上がそこにいて、親戚や親戚の友人、友人の親戚などで構成され、完全にそのニッチを占拠していた。" 
2008年3月のチベット抗議運動に関して、中国人の人権擁護弁護士の調査によれば、ラサでの反中暴力の主要な要因の一つは、チベット人の間で高まる憤りだった。この不満は主に、チベットと漢族地域、都市部と農村部の間における「格差拡大の容赦ない傾向」に起因しており、急速な近代化と市場化の過程の中で顕著になった。

## 対応

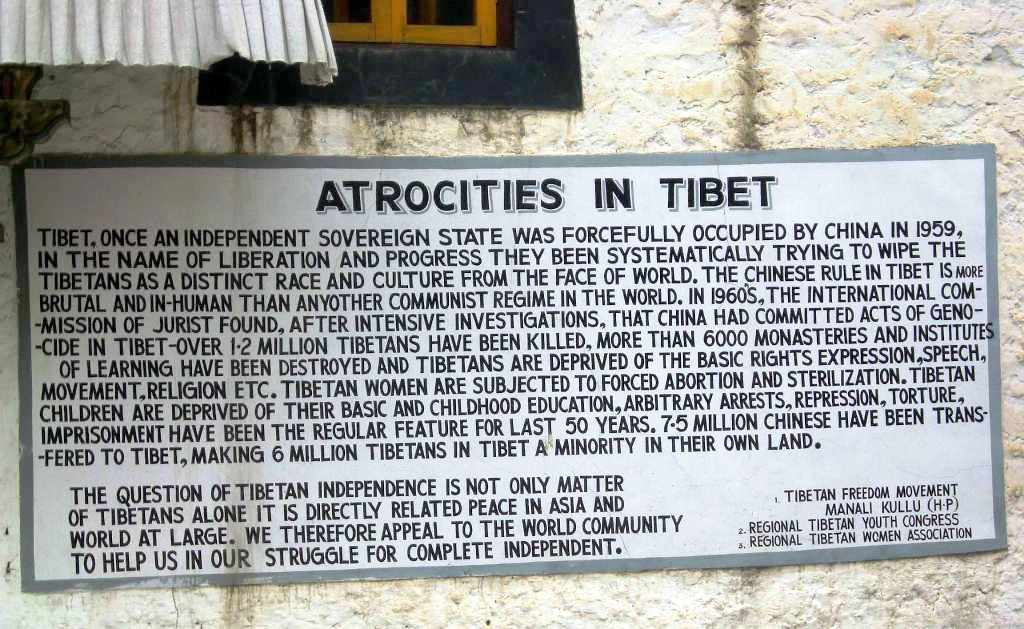
チベット人の人権の看板、マナリのVON NGARI寺院

1960年の国際法律家委員会の報告書は、「チベットにおいて、チベット人を宗教集団として根絶しようとする意図で、ジェノサイド行為が行われた」と結論付けている。
チベット擁護団体は、中国政府の行動が、中国憲法第18条に基づく宗教の自由の保障、および国際人権規約（ICCPR）第27条に基づく少数者の権利を侵害していると指摘している。中国はこの条約に署名しているが批准はしていない。
国際チベットキャンペーンなどの団体は、中国のチベット人やチベット文化に対する政策を批判し、中国政府に対し、チベットの文化とアイデンティティに対する体系的な侵害を停止するよう求めている。また、国連や国際社会に対しても、状況の監視を強化し、チベット人の権利を擁護し、これらの行為の責任を追及するよう勧告がなされている。